# Aubertiana unidentator
Aubertiana unidentator là một loài tò vò trong họ Ichneumonidae.